# Frohen-sur-Authie
Pour les articles homonymes, voir Frohen et Authie.
Frohen-sur-Authie [/fʁoɑ̃ syʁ oti/] (en picard : Frouhin-su-Eutie ou Frouhin) est une commune française située dans le département de la Somme, en région Hauts-de-France.
La commune résulte de la fusion en 2007, de deux communes voisines et homonymes, Frohen-le-Grand et Frohen-le-Petit. Ses habitants sont appelés les Frohennais et Frohennaises.
Ses paysages sont typiques des paysages du Ponthieu-Authie-Doullennais tel que défini par l'atlas de paysages. Le village est situé au cœur de la vallée de l'Authie, fleuve se jetant dans la Manche. 
Frohen-sur-Authie fait partie de la région culturelle de Picardie, au sein du pays traditionnel du Ponthieu. 
En 2022, le village est peuplé de 243 habitants, avec un pic à 455 habitants atteint en 1851. C'est une commune rurale, loin des grands pôles économiques.
La commune possède la particularité de posséder deux églises, l'église Saint-Furcy de Frohen-le-Grand et l'église Saint-Pierre de Frohen-le-Petit, qui est inscrite aux monuments historiques depuis 1924.

## Géographie

### Localisation
Frohen-sur-Authie est un village picard du Ponthieu, limitrophe du département du Pas-de-Calais.
À vol d'oiseau, le village est situé à 7 km d'Auxi-le-Château, 8 km au nord de Bernaville, 10 km au sud-ouest de Frévent, 11 km au nord-ouest de Doullens, 29 km au nord-est d'Abbeville, 35 km au nord-ouest d'Amiens et à 42 km au sud-ouest d'Arras.
Le territoire de la commune est limitrophe de ceux de sept communes.
Les communes limitrophes sont Bonnières, Villers-l'Hôpital, Beauvoir-Wavans, Béalcourt, Le Meillard, Mézerolles et Remaisnil.

### Géologie et relief

#### Superficie
La superficie de la commune est, selon l'INSEE, de 7,1 km2,. Elle est de 7,08 km2 selon le répertoire géographique communal (RGC).
Son relief est vallonné, le dénivelé maximale étant de 84 m. L'altitude du territoire varie entre 36 m et 120 m.

### Hydrographie

#### Réseau hydrographique
La commune est située dans le bassin Artois-Picardie. Elle est drainée par l'Authie, la Ferme Duval, l'Hayette et un autre petit cours d'eau.
L'Authie, un fleuve côtier du Nord de la France se jetant dans la Manche, sis dans les départements de la Somme et du Pas-de-Calais, d'une longueur de 108 km, prend sa source dans la commune de Coigneux. Son embouchure forme une vaste baie, comprise entre Fort-Mahon-Plage et Berck, typique des estuaires picards.

L'Authie à Frohen-sur-Authie.
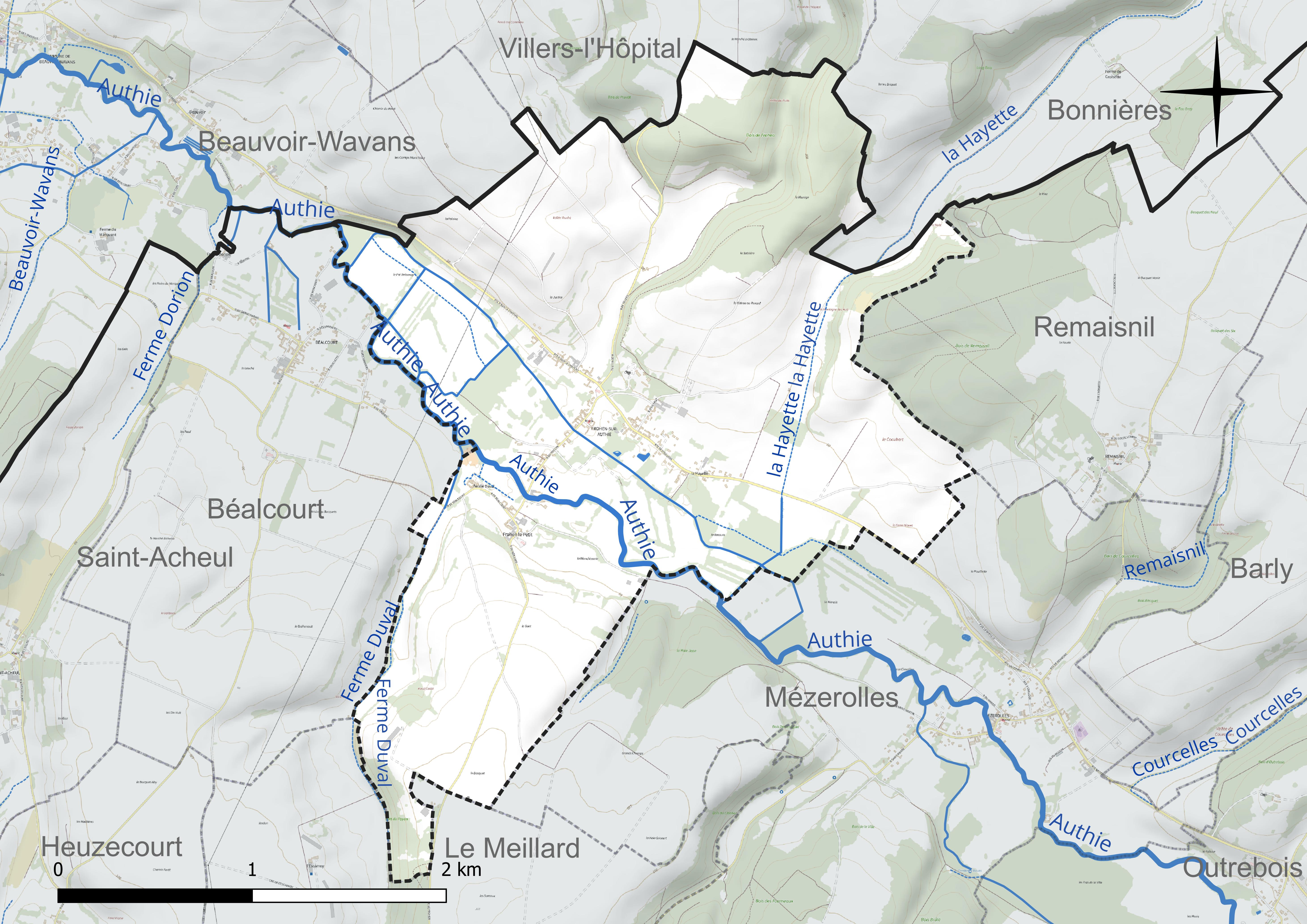
Réseau hydrographique de Frohen-sur-Authie.

#### Gestion et qualité des eaux
Le territoire communal est couvert par le schéma d'aménagement et de gestion des eaux (SAGE) « Authie ». Ce document de planification concerne un territoire de 1 253 km2 de superficie, délimité par le bassin versant de l'Authie. Le périmètre a été arrêté le 5 août 1999 et le SAGE proprement dit est, en 2024, en cours d'élaboration. La structure porteuse de l'élaboration et de la mise en œuvre est le syndicat mixte Canche Et Authie.
La qualité des cours d'eau peut être consultée sur un site dédié géré par les agences de l'eau et l'Agence française pour la biodiversité.

### Climat
Pour des articles plus généraux, voir Climat des Hauts-de-France et Climat de la Somme.
En 2010, le climat de la commune est de type climat océanique dégradé des plaines du Centre et du Nord, selon une étude du CNRS s'appuyant sur une série de données couvrant la période 1971-2000. En 2020, Météo-France publie une typologie des climats de la France métropolitaine dans laquelle la commune est exposée à un climat océanique et est dans la région climatique Côtes de la Manche orientale, caractérisée par un faible ensoleillement (1 550 h/an) ; forte humidité de l'air (plus de 20 h/jour avec humidité relative > 80 % en hiver), vents forts fréquents.
Pour la période 1971-2000, la température annuelle moyenne est de 10,2 °C, avec une amplitude thermique annuelle de 13,8 °C. Le cumul annuel moyen de précipitations est de 827 mm, avec 12,6 jours de précipitations en janvier et 8,7 jours en juillet. Pour la période 1991-2020, la température moyenne annuelle observée sur la station météorologique la plus proche, située sur la commune de Bernaville à 8 km à vol d'oiseau, est de 10,4 °C et le cumul annuel moyen de précipitations est de 877,3 mm,. Pour l'avenir, les paramètres climatiques de la commune estimés pour 2050 selon différents scénarios d'émission de gaz à effet de serre sont consultables sur un site dédié publié par Météo-France en novembre 2022.

### Paysages
La commune appartient à l'entité paysagère « Ponthieu-Authie-Doullennais », tel que définit par l'atlas des paysages. Elle fait partie de la sous-entité du Doullennais, marqué par des fonds de vallées étroites, et des versants courts et escarpés.
Frohen-sur-Authie est un village encaissé car il est traversé par l'Authie. De fortes pentes sont présentes de part et d'autre du fleuve. De grands champs s'étendent dans la vallée, séparés par des bois. Le bois surnommé Vallée du Puits occupe une partie non négligeable du nord de la commune.
Tout autour de l'Authie, on retrouve de nombreux arbres dont certains faisant partie de peupleraies. Cet espace est consacré à des prairies.

## Urbanisme

### Typologie
Au 1er janvier 2024, Frohen-sur-Authie est catégorisée commune rurale à habitat dispersé, selon la nouvelle grille communale de densité à sept niveaux définie par l'Insee en 2022.
Elle est située hors unité urbaine et hors attraction des villes,.

### Occupation des sols
L'occupation des sols de la commune, telle qu'elle ressort de la base de données européenne d'occupation biophysique des sols Corine Land Cover (CLC), est marquée par l'importance des territoires agricoles (80,5 % en 2018), une proportion identique à celle de 1990 (80,5 %). La répartition détaillée en 2018 est la suivante : 
terres arables (47,1 %), prairies (17,6 %), zones agricoles hétérogènes (15,9 %), forêts (14 %), zones urbanisées (5,5 %). L'évolution de l'occupation des sols de la commune et de ses infrastructures peut être observée sur les différentes représentations cartographiques du territoire : la carte de Cassini (XVIIIe siècle), la carte d'état-major (1820-1866) et les cartes ou photos aériennes de l'IGN pour la période actuelle (1950 à aujourd'hui).

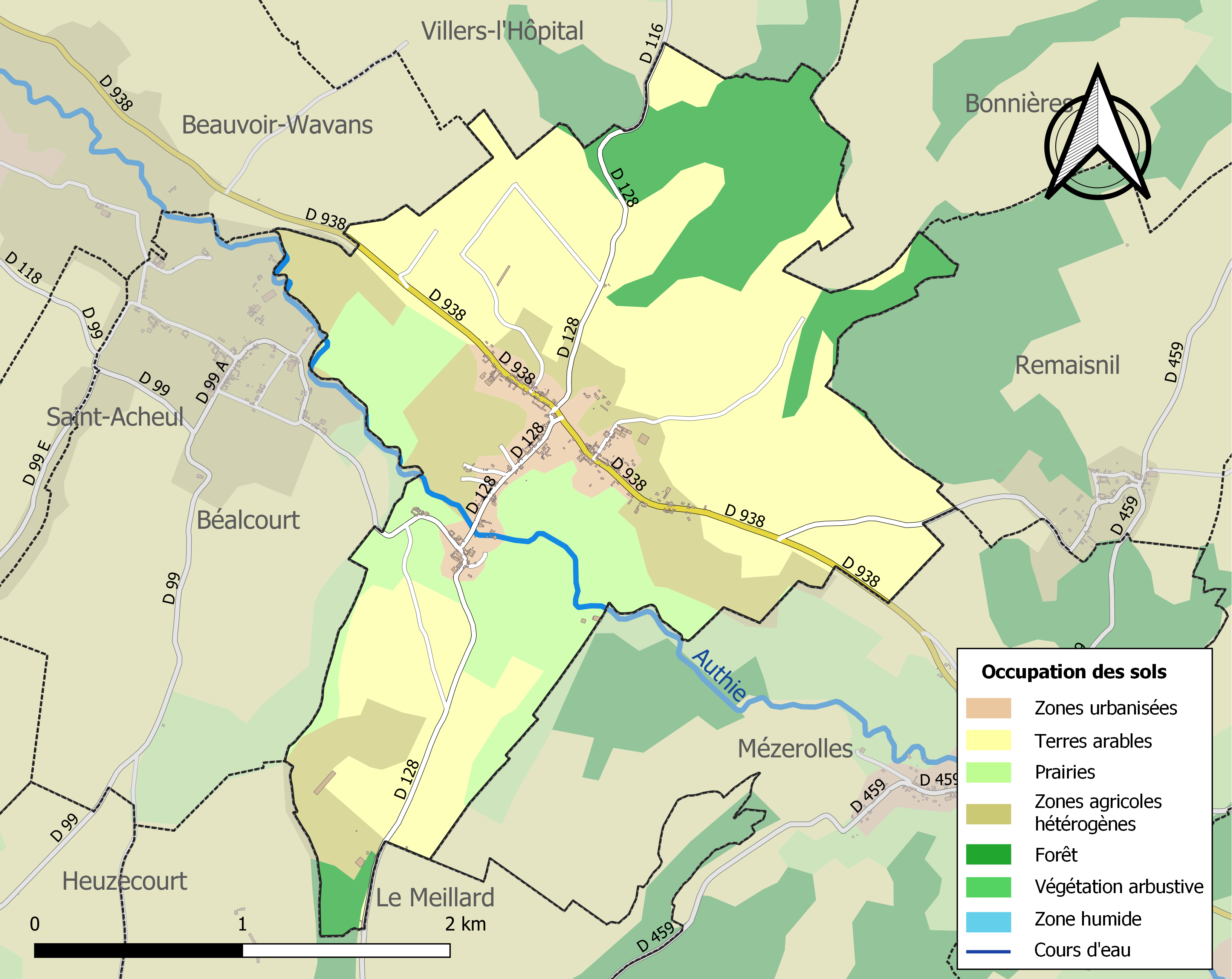
Carte des infrastructures et de l'occupation des sols de la commune en 2018 (CLC).

### Voies de communications et transports
Frohen-sur-Authie est desservie sur un axe est-ouest par l'ancienne RN 338, aujourd'hui RD 938. Elle est traversée sur un axe nord-sud par la RD 128, allant de Bernaville à Villers-l'Hôpital (RD 116 pour la section dans le Pas-de-Calais).
La localité est desservie par les autocars du réseau interurbain Trans'80, la ligne no 58 (Auxi-le-Château - Doullens), le jeudi et le samedi, jours de marché.

## Toponymie

### Frohen-le-Grand
Le nom de la localité est attesté sous les formes Frohens en 1230 ; Forchens en 1269 ; Forhem ; Frohem ; Forshem ; Froens en 1283 ; Frohens en 1230 ; Frohens-sur-Aulthie ; Fronheins au XVe siècle ; Frohen en 1392 ; Frohens-le-Grand en 1561 ; Frochain en 1638 ; Frohan en 1710 ; Frauen en 1710 ; Frohen-le-Grand en 1733 ; Frohent en 1844.

### Frohen-le-Petit
Le nom de la localité est attesté sous les formes Frohens-le-Petit en 1301 ; Petit Frochain en 1638 ; Frohent-le-Petit en 1648 ; Frohen-le-Petit en 1764.
Cette dénomination serait un hagiotoponyme caché, qui signifierait la « maison de Fursey ». Le domaine de Fursei Hamus, forme latinisée de Frohen, est offert à saint Fursy par le Duc Aymon au VIIe siècle. On retrouve la marque d'un terme du vieux bas francique haim qui signifiait littéralement « domaine où l'on vit », d'où « maison » ou « village ». 
Maurits Gysseling y verrait plutôt un nom provenant de Hropinium, qui signifierait « appartenant à Hropi (renommée)  ».
En picard, la commune se traduit par Frouhin ou Frouhin-su-Eutie.

## Histoire

### Antiquité
Le village appartenait au pagus Pontivus, dans la civitas Ambianensium, provenant de la tribu des Ambiens,

### Moyen-Âge
L'origine de Frohen vient du latin Fursei Hamus, soit « hameau de Fursy ». En effet, Fursy ou Furcy, était un moine irlandais arrivé dans le Nord de la Gaule au début du VIIe siècle.
Il fait de nombreux prodiges, en particulier ressusciter le fils du duc Haymon à Macérius, aujourd'hui Mézerolles. En remerciement, le duc offrit un domaine à Fursy devenu Fursei Hamus : Frohen.
A cette époque, Frohen-le-Grand était dépendant de Frohen-le-Petit.
En 1472, le village est brûlé par les français lors des guerres de Bourgogne.

### Temps modernes
Les deux seigneuries appartenaient au parlement de Paris,, au gouvernement militaire de Picardie, à la généralité d'Amiens, la sénéchaussée de Ponthieu, l'élection de Doullens, la prévôté de Doullens, au grenier à sel de Doullens.
Pour les circonscriptions territoriales religieuses, les seigneuries appartenaient au diocèse et intendance d'Amiens, à l'archidiaconé du Ponthieu, au doyenné de Labroye jusqu'au XVIIe siècle puis celui d'Auxi-le-Château.

### Époque contemporaine
Pendant la Seconde Guerre mondiale, le château est réquisitionné par les Allemands afin d'installer des missiles V1. Une première attaque des Alliés a lieu le 24 juin 1944 qui détruit l'aile ouest du château, plusieurs maisons, l'église et le presbytère. Cette attaque tue deux habitants et deux officiers allemands. Une deuxième attaque, beaucoup plus importante, a lieu le 5 juillet.
En 2006, faute de candidat à la mairie de Frohen-le-Petit, la commune envisage la fusion avec Frohen-le-Grand, chose faite le 1er janvier 2007 où les deux anciennes communes formeront Frohen-sur-Authie.

## Politique et administration

### Découpage territorial

#### Commune et intercommunalités
La commune de Frohen-sur-Authie est créée le 1er janvier 2007 lors de la fusion de Frohen-le-Grand avec la commune homonyme voisine, Frohen-le-Petit.
La municipalité était membre de la communauté de communes du Bernavillois créé fin 1999.
Dans le cadre des dispositions de la loi portant nouvelle organisation territoriale de la République (Loi NOTRe) du 7 août 2015, qui prévoit que les établissements publics de coopération intercommunale (EPCI) à fiscalité propre doivent avoir un minimum de 15 000 habitants, la préfete de la Somme a publié en octobre 2015 un projet de schéma départemental de coopération intercommunale qui prévoyait diverses fusions d'intercommunalités. À l'initiative des intercommunalités concernées, la Commission départementale de coopération intercommunale (CDCI) adopte un amendement à ce projet, proposant la fusion de :
- la communauté de communes du Bernavillois, regroupant 26 communes et 6 685 habitants ;
- la communauté de communes du Doullennais, regroupant 18 communes et 15 002 habitants ;
- la communauté de communes Bocage-Hallue, regroupant 26 communes et 13 834 habitants ;

Le schéma, intégrant notamment cette évolution, est approuvé par un arrêté préfectoral du 15 avril 2016, et la communauté de communes du Territoire Nord Picardie, dont la commune est désormais membre, et créée par un arrêté préfectoral du 16 décembre 2016 qui a pris effet le 1er janvier 2017.

#### Circonscriptions administratives
Frohen-sur-Authie est une commune du département de la Somme, auparavant dans la région Picardie puis suite à la fusion avec le Nord-Pas-de-Calais en 2016, la région Hauts-de-France.
Elle est située dans l'arrondissement d'Amiens.

#### Circonscriptions électorales
La commune dépendait du canton de Bernaville supprimé en 2015 et appartient désormais au canton de Doullens pour l'élection des conseillers départementaux. Pour l'élection des députés, la commune fait partie de la quatrième circonscription de la Somme.

### Liste des maires
Le conseil municipal de Frohen-sur-Authie, commune de moins de 1 000 habitants, est élu au scrutin majoritaire plurinominal à deux tours avec listes ouvertes et panachage,. Compte tenu de la population communale, le nombre de sièges à pourvoir lors des élections municipales de 2020 est de 11. Douze candidats en lice se sont présentés, et une liste est élue dès le premier tour, le 15 mars 2020, avec un taux de participation de 67,61 %. Jean-Pierre Devillers, maire sortant, est réélu pour un deuxième mandat le 25 mai 2020.
En décembre 2024, à la suite de deux décès et deux démissions, 4 nouveaux conseillers municipaux ont été élus au premier tour,.

Dans les communes de moins de 1 000 habitants, les conseillers communautaires sont désignés parmi les conseillers municipaux élus en suivant l’ordre du tableau (maire, adjoints puis conseillers municipaux) et dans la limite du nombre de sièges attribués à la commune au sein du conseil communautaire. Un siège étant attribué à la commune au sein de la communauté de communes du Territoire Nord Picardie, c'est le maire, Jean-Pierre Devillers, qui représente la commune au conseil communautaire.
Pour les maires de Frohen-le-Grand, voir Frohen-le-Grand. Pour les maires de Frohen-le-Petit, voir Frohen-le-Petit.
| Période      | Période                      | Identité              | Étiquette | Qualité                                                                   |
| ------------ | ---------------------------- | --------------------- | --------- | ------------------------------------------------------------------------- |
| janvier 2007 | En cours (au 8 octobre 2020) | Jean-Pierre Devillers |           | Retraité, ancien maire de Frohen-le-Grand Réélu pour le mandat 2020-2026, |

Le dernier maire de Frohen-le-Petit était Marie-Claude Chabé.

### Autres élections
Aux élections présidentielles de 2022, Marine le Pen est la candidate ayant reçu le plus de voix, avec 58,06% des suffrages exprimés au second tour.
Aux élections législatives de 2024, Jean-Philippe Tanguy est le candidat ayant reçu le plus de voix, avec 62,90% des suffrages exprimés au second tour.

#### Scrutins récents
| Scrutin             | Scrutin             | 1er tour | 1er tour | 1er tour | 1er tour | 1er tour | 1er tour | 1er tour | 1er tour | 1er tour | 1er tour | 1er tour | 1er tour | 2d tour | 2d tour | 2d tour | 2d tour | 2d tour | 2d tour |
| Scrutin             | Scrutin             | 1er      | 1er      | %        | 2e       | 2e       | %        | 3e       | 3e       | %        | 4e       | 4e       | %        | 1er     | 1er     | %       | 2e      | 2e      | %       |
| ------------------- | ------------------- | -------- | -------- | -------- | -------- | -------- | -------- | -------- | -------- | -------- | -------- | -------- | -------- | ------- | ------- | ------- | ------- | ------- | ------- |
| Présidentielle 2017 | Présidentielle 2017 |          | RN       | 44,20    |          | LR       | 16,67    |          | EM       | 19,26    |          | LFI      | 16,23    |         | RN      | 58,27   |         | RN      | 41,73   |
| Présidentielle 2022 | Présidentielle 2022 |          | RN       | 32,85    |          | EM       | 27,01    |          | LFI      | 11,68    |          | REC      | 9,49     |         | RN      | 58,06   |         | EM      | 41,94   |
| Législatives 2022   | 4e                  |          | RN       | 39,29    |          | ENS      | 28,57    |          | LR       | 9,52     |          | NUPES    | 7,14     |         | RN      | 60      |         | ENS     | 40      |
| Législatives 2024   | 4e                  |          | RN       | 54,92    |          | LR       | 22,13    |          | ENS      | 16,39    |          | NFP      | 4,92     |         | RN      | 62,90   |         | ENS     | 37,10   |

### Finances communales
La commune de Frohen-sur-Authie faisant partie d'un établissement public de coopération intercommunale à fiscalité propre, la communauté de communes du Territoire Nord Picardie, son budget ne reflète qu'imparfaitement la réalité de la fiscalité locale en raison des transferts de dépenses de fonctionnement et d'investissement vers l'EPCI, d'une part, et de la perception par l'intercommunalité du produit de la fiscalité professionnelle (la contribution économique territoriale), d'autre part. Ainsi, diverses ressources fiscales sont prélevées au niveau communautaire, et de nombreuses dépenses sont également effectuées à ce niveau.
En 2023, le budget communal principal s'équilibrait à 197 390 € dont 138 170 € en section de fonctionnement et 59 220 € en investissement. La part d'impôts locaux dans les produits de fonctionnement s'établissait à 7 %, contre 28,0 % pour la strate de communes équivalente de - de 250 habitants appartenant à un groupement fiscalisé, avec des taux d'imposition fixés à 2,74 % pour la taxe d'habitation (résidences secondaires et logements vacants - 10,01 % par rapport à la moyenne nationale), 30,74 % et 13,26 % pour la taxe foncière sur le bâti et le non-bâti. La dette communale baisse depuis quelques années, s'élevant au 31 décembre 2023  à 329 €/habitant contre 581 €/habitant pour la strate.

## Équipements et services publics

### Eau et déchets

#### Services de production et de distribution d'eau potable, assainissements collectif et non-collectif
L'approvisionnement en eau potable est effectuée par la SIAEP du Doullennais et environs, dont les missions sont la production, la transformation et la distribution de l'eau. L'assainissement non-collectif est effectué par la communauté de communes du Territoire Nord Picardie. Il n'y a pas d'assainissement collectif pour la commune.

#### Gestion des déchets
La commune adhère à la communauté de communes du Territoire Nord Picardie qui a délégué ses compétences au SMIRTOM du Plateau Picard Nord. Ce syndicat intercommunal gère le ramassage ainsi que le traitement des déchets. Les déchèteries les plus proches sont celles d'Auxi-le-Château, géré par la communauté de communes du Ternois, et celle de Bernaville, géré par le SMIRTOM du Plateau Picard Nord.

### Enseignement
Un regroupement pédagogique intercommunal est mis en place à l'école des Fontaines bleues de Mézerolles depuis 2005. Il associe les communes de Remaisnil, Heuzecourt, Barly, Outrebois, Occoches, Boisbergues, Le Meillard, Béalcourt et Frohen-sur-Authie. Une salle multi-activités est inaugurée en septembre 2019. La communauté de communes gère la compétence scolaire.
Pour les collégiens, l'établissement de rattachement est le collège du Bois l'Eau de Bernaville. Concernant le lycée, les élèves sont rattachés au lycée de l'Authie de Doullens.

### Postes et télécommunications
Le taux minimum de bonne couverture en 4G est de 85% et plus de 80% des logements sont raccordables à la fibre.

## Population et société

### Démographie
L'évolution du nombre d'habitants est connue à travers les recensements de la population effectués dans la commune depuis 1793. Pour les communes de moins de 10 000 habitants, une enquête de recensement portant sur toute la population est réalisée tous les cinq ans, les populations de référence des années intermédiaires étant quant à elles estimées par interpolation ou extrapolation. Pour la commune, le premier recensement exhaustif entrant dans le cadre du nouveau dispositif a été réalisé en 2006.

En 2022, la commune comptait 243 habitants, en évolution de +5,19 % par rapport à 2016 (Somme : −1,26 %, France hors Mayotte : +2,11 %).
| 1793 | 1800 | 1806 | 1821 | 1831 | 1836 | 1841 | 1846 | 1851 |
| ---- | ---- | ---- | ---- | ---- | ---- | ---- | ---- | ---- |
| 305  | 350  | 375  | 391  | 408  | 400  | 432  | 445  | 455  |

| 1856 | 1861 | 1866 | 1872 | 1876 | 1881 | 1886 | 1891 | 1896 |
| ---- | ---- | ---- | ---- | ---- | ---- | ---- | ---- | ---- |
| 426  | 430  | 401  | 368  | 396  | 351  | 322  | 294  | 297  |

| 1901 | 1906 | 1911 | 1921 | 1926 | 1931 | 1936 | 1946 | 1954 |
| ---- | ---- | ---- | ---- | ---- | ---- | ---- | ---- | ---- |
| 287  | 283  | 279  | 271  | 235  | 230  | 220  | 217  | 195  |

| 1962 | 1968 | 1975 | 1982 | 1990 | 1999 | 2006 | 2011 | 2016 |
| ---- | ---- | ---- | ---- | ---- | ---- | ---- | ---- | ---- |
| 226  | 212  | 204  | 179  | 171  | 174  | 207  | 229  | 231  |

| 2021 | 2022 | - | - | - | - | - | - | - |
| ---- | ---- | - | - | - | - | - | - | - |
| 240  | 243  | - | - | - | - | - | - | - |

Les données antérieures à 2006 correspondent à la population de la seule ancienne commune de Frohen-le-Grand, village le plus peuplé.

#### Pyramide des âges
En 2022, le taux de personnes d'un âge inférieur à 30 ans s'élève à 35,8 %, soit en dessous de la moyenne départementale (35,9 %). À l'inverse, le taux de personnes d'âge supérieur à 60 ans est de 27,2 % la même année, alors qu'il est de 25,8 % au niveau départemental.
En 2022, la commune comptait 123 hommes pour 120 femmes, soit un taux de 49,38 % de femmes, inférieur au taux départemental (51,59 %).
Les pyramides des âges de la commune et du département s'établissent comme suit :
| Hommes | Classe d’âge | Femmes |
| ------ | ------------ | ------ |
| 0      | 90 ou +      | 2,5    |
| 9,8    | 75-89 ans    | 14,2   |
| 14,6   | 60-74 ans    | 13,3   |
| 21,1   | 45-59 ans    | 19,2   |
| 16,3   | 30-44 ans    | 17,5   |
| 18,7   | 15-29 ans    | 15,0   |
| 19,5   | 0-14 ans     | 18,3   |

| Hommes | Classe d’âge | Femmes |
| ------ | ------------ | ------ |
| 0,6    | 90 ou +      | 1,8    |
| 6,7    | 75-89 ans    | 9,4    |
| 17,2   | 60-74 ans    | 18,1   |
| 19,8   | 45-59 ans    | 19,1   |
| 18,2   | 30-44 ans    | 17,5   |
| 19,4   | 15-29 ans    | 18     |
| 18,2   | 0-14 ans     | 16,2   |

## Économie

### Revenus de la population et fiscalité
En 2021, le revenu médian disponible par ménage était de 18 040 € à Frohen-sur-Authie une moyenne inférieure à celle du département qui s'élève à 21 560 €.
La commune est classée en zone de revitalisation rurale.

### Emploi
En 2022, la population âgée de 15 à 64 ans s'élevait à 143 personnes, parmi lesquelles on comptait 70,6% d'actifs dont 61,5% ayant un emploi et 9,1% de chômeurs,.
On comptait 18 emplois dans la zone d'emploi, contre 14 en 2016. Le nombre d'actifs ayant un emploi résidant dans la zone d'emploi est de 89, l'indicateur de concentration d'emploi est alors de 20,2.
15% des habitants travaillaient dans la commune. Pour se rendre au travail, 88,8% des habitants utilisent un véhicule personnel ou de fonction à quatre roues et 3,4% la marche à pied. 6,7% d'entre-eux n'a pas besoin de transport (travail au domicile).

### Entreprises et commerces
L'Insee rattache le village au bassin de vie d'Auxi-le-Château et à la zone d'emploi d'Amiens.

#### Secteur primaire
La commune est située dans la région agricole du Ponthieu.
La surface agricole utilisée est de 271 ha en 2024, soit 38,2% du territoire communal pour 7 exploitations agricoles. Frohen-sur-Authie repose son économie sur l'agriculture et l'élevage depuis longtemps,. La polyculture et le polyélevage y est l'activité la plus importante.

#### Secteur tertiaire
Au 31 décembre 2023, Frohen-sur-Authie comptait 3 établissements : 1 dans les transports et services divers (garage), 1 dans la construction (plâtrier) et le dernier est relatif au secteur administratif pour un total de 4 employés.
En 2022, deux entreprises au régime individuel ont été créées.
La commune ne possède aucun commerce alimentaire : les plus importants se situent à Doullens et Auxi-le-Château, ou Abbeville et Amiens pour les grandes surfaces de tout type.

## Culture locale et patrimoine

### Lieux et monuments
- Château de Frohen-le-Grand, construit en pierre au XVIIIe siècle. L'aile ouest a été détruite par un bombardement en 1944. Depuis 1885, le parc est agrémenté d'une sculpture en fonte représentant deux sangliers s'affrontant, qui fut dérobée et a pu être remise en place en 2021[108].
- Église Saint-Furcy de Frohen-le-Grand.
- Église Saint-Pierre de Frohen-le-Petit.

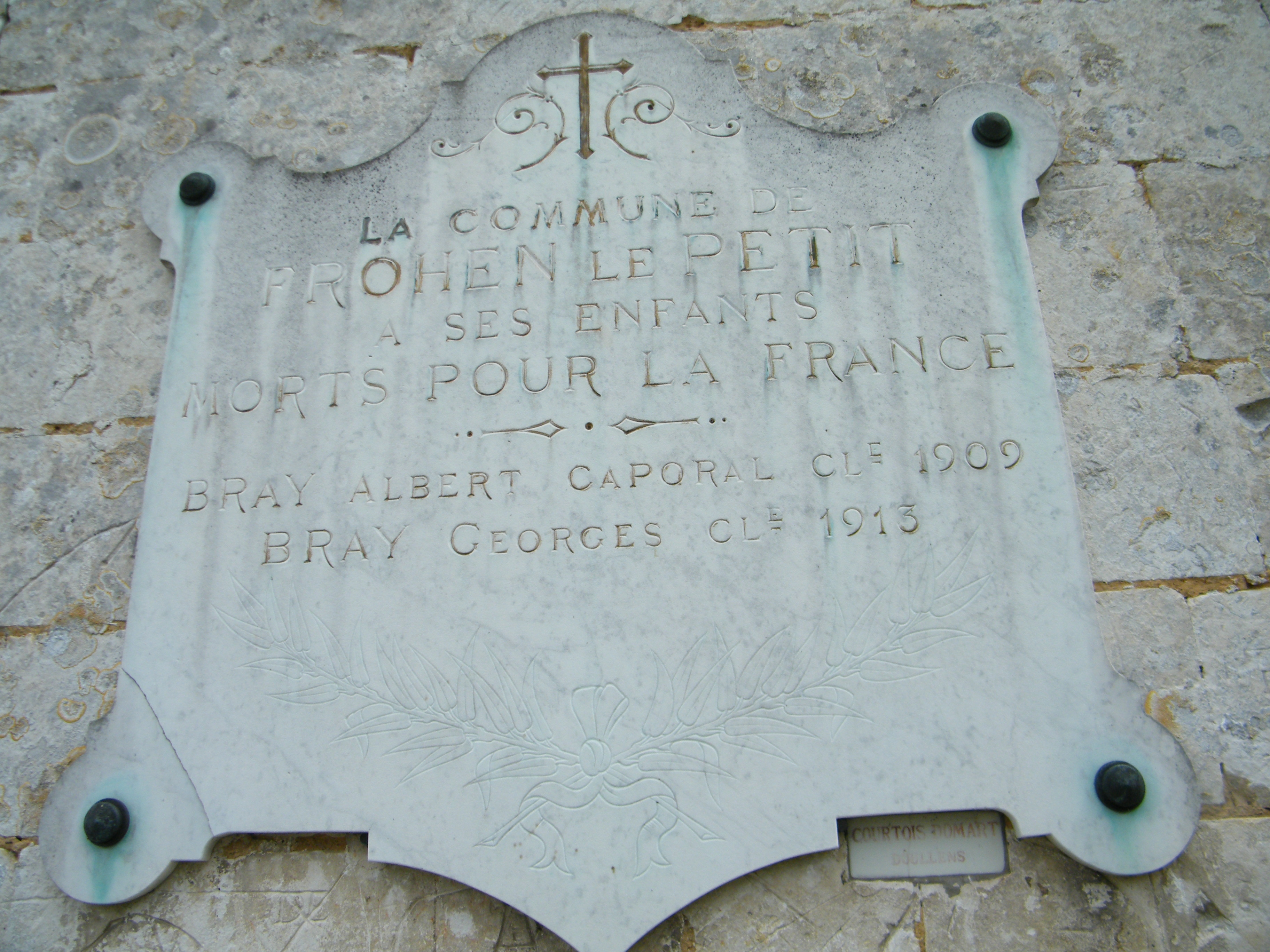
Plaque commémorative 1914-1918 à Frohen-le-Petit.
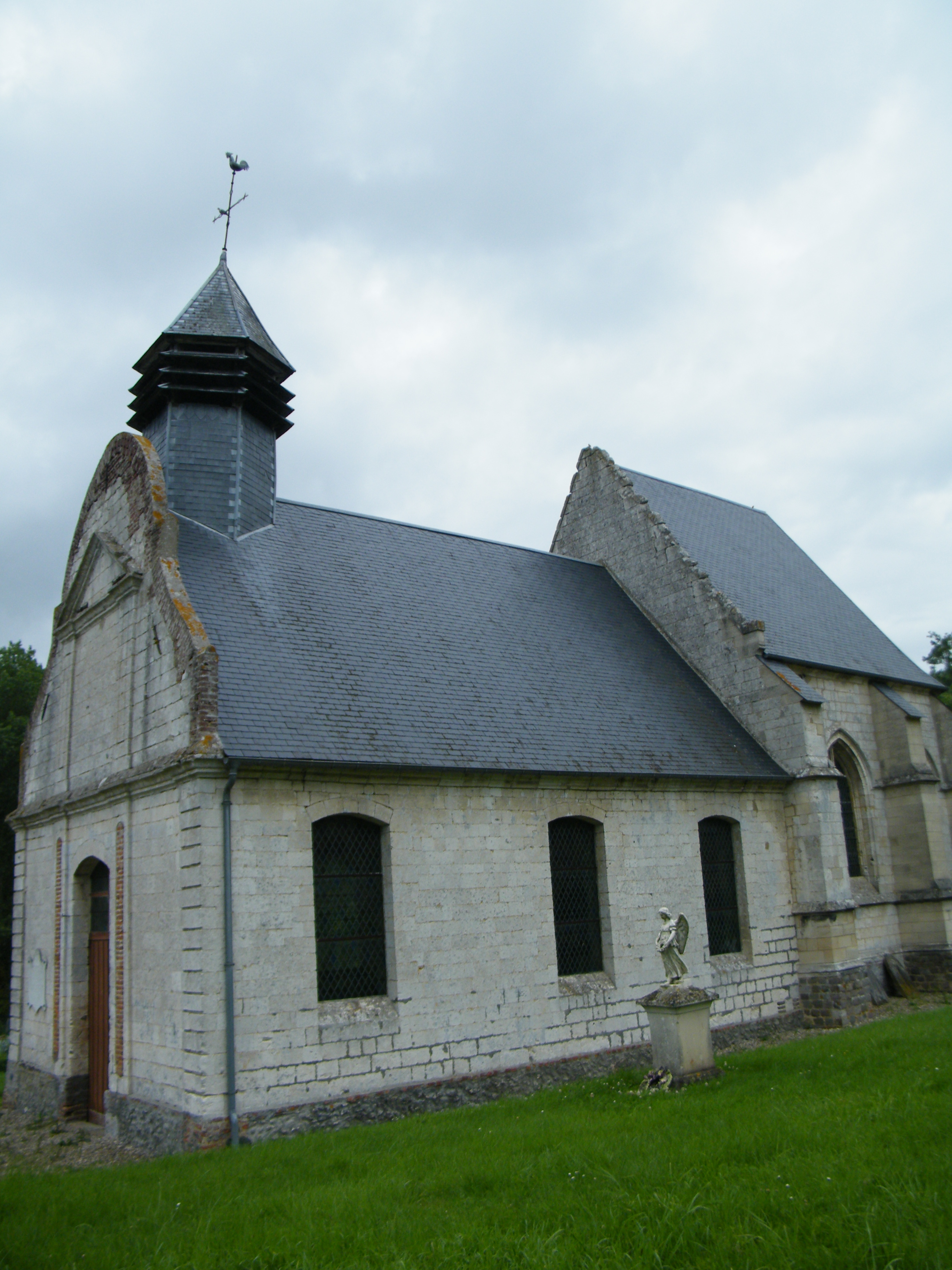
Autre vue de l'église Saint-Pierre.

- Chapelle Saint-Furcy, construite au XIXe siècle par l'abbé Pruvot. Elle porte l'inscription : « Hommage des habitants de Frohen le G. à Saint-Fursy ». La chapelle fut bénie en 1862 par l'archiprêtre de Péronne, l'abbé Turquet et fit l'objet de nombreux pèlerinages. L'eau de la fontaine guérissait, dit-on, les maladies de peau[109].
- Moulin sur l'Authie.

### Personnalités liées à la commune
- Arthur du Passage (1838-1909), sculpteur et illustrateur né et mort à Frohen-le-Grand.
- Charles du Passage (1843-1926), sculpteur animalier et illustrateur né à Frohen-le-Grand.

### Héraldique
Pour un article plus général, voir Armorial des communes de la Somme.
| Blason de Frohen-sur-Authie | Blason  | Tiercé en pairle renversé : au 1er d'or au créquier de gueules, au 2e de sinople à la foi d'argent accompagnée en pointe d'un trèfle d'or, au 3e d'azur à trois fasces ondées d'argent et à deux clefs de sable passées en sautoir brochantes.                                                                                             |
| Blason de Frohen-sur-Authie | Détails | Le créquier provient du blason de la famille de Créquy. La foi symbolise la fusion de Frohen-le-Grand et de Frohen-le-Petit. Le trèfle est l'attribut de saint Furcy, né en Irlande. Les ondes représentent l'Authie qui traverse la commune et les clefs sont les attributs de saint Pierre. Adopté le 15 mars 2019. Auteur(s)J.-F. Binon |

## Pour approfondir

#### Bases de données, dictionnaires et encyclopédies
- Ressource relative à plusieurs domaines :   - Annuaire du service public français
- Ressource relative à la géographie :   - Insee (communes)